# Durstkugel

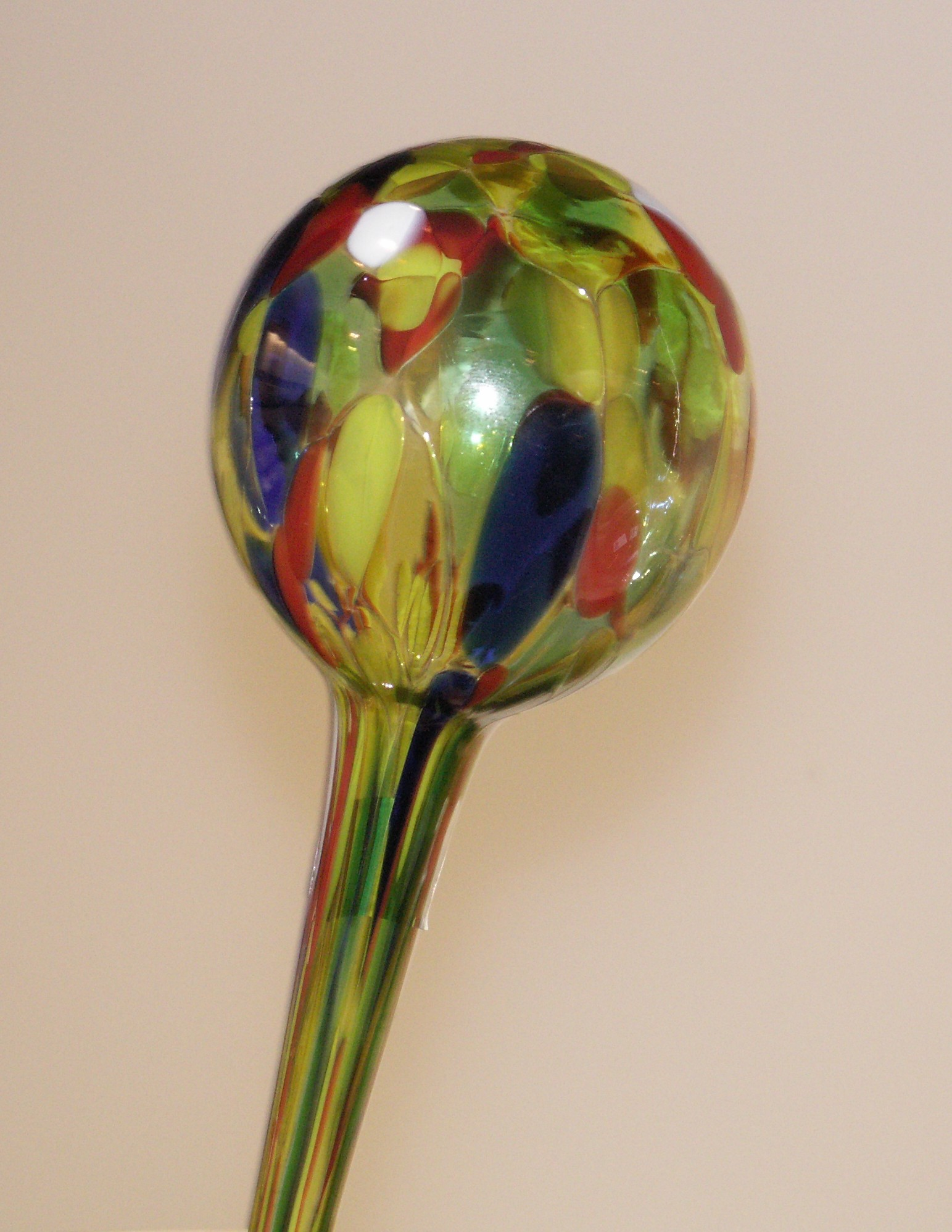
Mehrfarbige Durstkugel aus Glas

Die Durstkugel oder Bewässerungskugel, auch Pflanzensitter genannt, ist ein kleiner Wasserspeicher mit dem der Feuchtigkeitsgehalt von Zimmerpflanzen in Blumentöpfen in Abwesenheitszeiten reguliert werden kann.

## Funktionsweise
Die Bewässerungskugel wird zu zwei Dritteln mit Wasser befüllt. Der Stiel wird nahe an den Wurzeln in die Erde gesteckt. Das Wasser in der Kugel sickert entsprechend der Trockenheit der Blumenerde langsam in den Topf. Je nach Art der Pflanze und nach Fassungsvermögen der Kugel, kann das Wasser für einen Zeitraum zwischen 10 und 14 Tagen ausreichen.

## Eigenschaften und Ausführungen
Die wichtigsten Unterscheidungskriterien für Bewässerungskugeln sind das verwendete Material, das Füllvolumen, die Art der Dosierung (einige Kugeln haben z. B. eine Spitze aus Ton), sowie die Farbgebung, die Form und der Verkaufspreis.
Gläserne Durstkugeln werden teilweise in Handarbeit, also in Glashütten oder Glasmanufakturen, hergestellt. Es gibt aber auch günstigere Varianten aus Kunststoff und solche aus anderen Materialien, die in unterschiedlichen Formen angeboten werden. Gartencenter und Baumärkte bieten in der Regel eine Auswahl an Bewässerungskugeln an.
Darüber hinaus gibt es die Möglichkeit, eine PET-Flasche mit einem entsprechenden Adapter auszustatten, oder durch Löcher im Deckel selbst anzupassen und diese dann als Wasserspeicher zu nutzen.